# Ciborinia allii
Ciborinia allii är en svampart som först beskrevs av Sawada, och fick sitt nu gällande namn av L.M. Kohn 1979. Ciborinia allii ingår i släktet Ciborinia och familjen Sclerotiniaceae.   Inga underarter finns listade i Catalogue of Life.